# Hadesina caerulescens
Hadesina caerulescens är en fjärilsart som beskrevs av William Schaus 1913. Hadesina caerulescens ingår i släktet Hadesina och familjen tandspinnare. Inga underarter finns listade i Catalogue of Life.